# Meridià 156 a l'oest
El meridià 156 a l'oest de Greenwich és una línia de longitud que s'estén des del pol Nord travessant l'oceà Àrtic, Amèrica del Nord, l'oceà Pacífic, Oceania, l'oceà Antàrtic, i l'Antàrtida fins al pol Sud.
El meridià 156 a l'oest forma un cercle màxim amb el meridià 24 a l'Est. Com tots els altres meridians, la seva longitud correspon a una semicircumferència terrestre, uns 20.003,932 km. Al nivell de l'Equador, és a una distància del meridià de Greenwich de 17.364 km.

## De Pol a Pol
Començant en el pol Nord i dirigint-se cap al pol Sud, aquest meridià travessa:
| Coordenades                               | País, territori o mar | Notes |
| ----------------------------------------- | --------------------- | --- |
| 90° 0′ N, 156° 0′ O / 90.000°N,156.000°O  | Oceà Àrtic            | |
| 71° 11′ N, 156° 0′ O / 71.183°N,156.000°O | Estats Units          | Alaska |
| 57° 33′ N, 156° 0′ O / 57.550°N,156.000°O | Oceà Pacífic          | Passa a l'oest de l'illa Chirikof, Alaska, Estats Units (a 55° 54′ N, 155° 33′ O / 55.900°N,155.550°O) |
| 20° 48′ N, 156° 0′ O / 20.800°N,156.000°O | Estats Units          | Hawaii —Illa de Maui |
| 20° 42′ N, 156° 0′ O / 20.700°N,156.000°O | Oceà Pacífic          | Canal ʻAlenuihāhā |
| 19° 49′ N, 156° 0′ O / 19.817°N,156.000°O | Estats Units          | Hawaii — illa de Hawaii |
| 19° 38′ N, 156° 0′ O / 19.633°N,156.000°O | Oceà Pacífic          | Passa a l'oest de l'illa Starbuck, Kiribati (a 5° 37′ S, 155° 56′ O / 5.617°S,155.933°O) · El meridià defineix la frontera marítima de les Illes Cook de 8° 0′ S, 156° 0′ O / 8.000°S,156.000°O a 23° 0′ S, 156° 0′ O / 23.000°S,156.000°O |
| 60° 0′ S, 156° 0′ O / 60.000°S,156.000°O  | Oceà Antàrtic         | |
| 77° 7′ S, 156° 0′ O / 77.117°S,156.000°O  | Antàrtida             | Dependència de Ross, reclamat per Nova Zelanda |